# Il futuro (Mimmo Locasciulli)
Il futuro è un album del cantautore italiano Mimmo Locasciulli, pubblicato dall'etichetta discografica Mercury nel 1998.

## Descrizione
Il disco si distingue per la sua selezione di cover di grandi compositori contemporanei, tra cui Bob Dylan, Tom Waits, David Byrne, Leonard Cohen, Randy Newman, Elvis Costello, Neil Young, Gary Brooker e Willy DeVille. Oltre alle reinterpretazioni, l'album include anche due brani inediti: Stella di vetro e Come viviamo questa età. 

Tra le tracce più significative troviamo Il futuro, adattamento italiano di The Future di Leonard Cohen, e Powderfinger, cantata con Francesco De Gregori, che per l'occasione ha usato lo pseudonimo Cereno Diotallevi. 

## Tracce
1. Il futuro – 6:03 (testo: Francesco De Gregori – musica: Leonard Cohen)
2. Powderfinger (feat. Cereno Diotallevi) – 4:31 (testo: Mimmo Locasciulli – musica: Neil Young)
3. Andiamo verso il niente – 4:55 (testo: Mimmo Locasciulli)
4. Sono i soldi che amo – 3:52 (testo: Mimmo Locasciulli – musica: Randy Newman)
5. Stella di vetro – 4:59 (Mimmo Locasciulli)
6. Una serie di sogni – 4:52 (testo: Francesco De Gregori)
7. Storia di una bottiglia – 3:20 (testo: Mimmo Locasciulli – musica: Gary Brooker)
8. China la testa – 3:01 (testo: Mimmo Locasciulli – musica: Tom Waits, Kathleen Brennan)
9. Come viviamo questa età – 4:58
10. Vita da scemo – 5:03 (Mimmo Locasciulli)
11. Il cielo era lì – 3:11 (testo: Mimmo Locasciulli – musica: Willy De Ville)

Durata totale: 48:45

## Formazione
- Mimmo Locasciulli - voce, chitarra, armonica, tastiere, tamburello
- Francesco De Gregori - chitarra, voce
- Mario Scotti - basso
- Matteo Locasciulli - basso
- Massimo Buzzi - batteria
- Lou Cash - chitarra
- Paolo Giovenchi - chitarra